# Alcides Moreno
Alcides Moreno é conhecido por ser o ser humano que sobreviveu a maior queda de uma construção, o individuo em questão em 2007 caiu do 47° andar (144 metros) de um prédio e teve seu choque no chão e sobreviveu. Ele não é portador da altura mais alta no qual se caiu de uma construção e permaneceu vivo, este recorde pertence á Elvita Adams, em 1979, a mulher em questão pulou do 86° andar do Empire State Building em uma tentativa de suicídio, porem acabou sendo empurrada pelo vento e caindo com alguns ferimentos em uma laje no 85° andar (5 metros de onde ela havia previamente pulado), assim ficando longe de alcançar o chão, porem sendo a altura mais alta no qual se caiu de uma construção e permaneceu vivo.

## O acidente
Em 7 de dezembro 2007 o limpador de janelas Alcides Moreno e seu irmão Edgar Moreno foram contratados para fazer a limpeza do arranha-céu Solow Tower no coração de Manhattan.Os irmãos subiram em cima da plataforma onde iriam trabalhar, quando com o peso os cabos da plataforma saíram do eixo de sustentação e se romperam e os irmãos caíram em queda livre por 47 andares, os irmãos chegaram a atingir em média 200 km/h em sua queda, apenas metade dos humanos que caem de uma altura superior a 3 andares conseguem sobreviver, então neste caso era totalmente improvável a sobrevivência dos irmãos.
Ao chegar no chão, o cesto de metal onde os irmãos estavam ficou de forma extremamente retorcida, de forma inacreditável Alcides sobreviveu a queda, já seu irmão não teve a mesma sorte e foi declarado morto no local. 

## O resgate
Quando os bombeiros e paramédicos chegaram na cena, eles atestaram o óbito de Edgar, tendo em vista que o mesmo havia sido empalado por uma cerca de madeira que estava no chão. Já Alcides foi encontrado junto com o cesto de metal em cima de uma pilha de ferro retorcido, mesmo gravemente ferido, Alcides continuava vivo e ficou por um momento acordado, onde ele tentou até se levantar porem sem sucesso.
Após uma inspeção médica, Alcides foi posto em coma induzido, o limpador havia danos no cérebro, coluna, tórax e abdômen. Alcides teve costelas, o braço direito e as duas pernas fraturadas. Após várias cirurgias, um cateter inserido na cabeça para aliviar a pressão do trauma contido em seu crânio e mais de 13 litros de sangue recebidos, Alcides se recuperou e conseguiu voltar para casa.

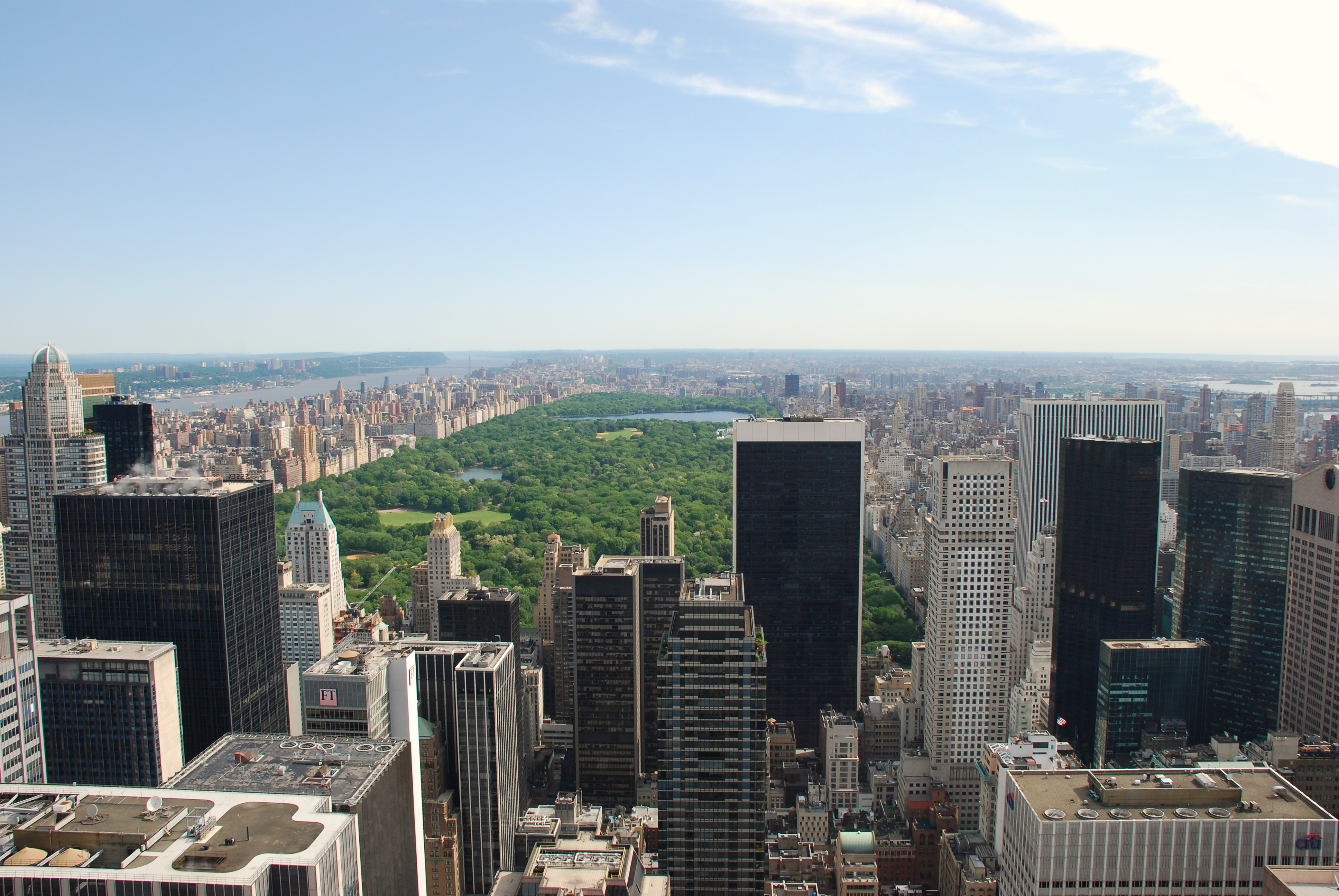
Vista parecida com qual Alcides Moreno estava, em um prédio proximo em Manhattan

## O pós desastre
Após o desastre,  Alcides se recuperou totalmente ficando apenas com algumas cicatrizes, após ouvir sua história e o relato do comandante dos bombeiros que o atenderam,  Alcides acreditou que o que ocorreu com você foi uma intervenção divina. Assim o mesmo se mudou para Phoenix no Arizona onde vive contando sua história e seguindo fielmente deus, Alcides falou que voltaria as alturas para lavar janelas, porem não volta por motivos médicos, assim sendo atualmente aposentado por invalidez.

Após uma investigação, descobriu-se que a plataforma não havia recebido devida manutenção e esta foi a causa do acidente. No terraço do prédio foram encontrados os materiais de segurança, um balde com agua quente e esponjas e produtos de limpeza. Na primeira teoria foi levantado a possibilidade dos irmãos terem se recusado a utilizar os materiais de segurança, porem já que eles possuíam os equipamentos e eles estavam ao alcance dos irmãos, foi concluído que os irmãos foram verificar as condições da plataforma e tinham a ideia de logo após isto se paramentar e pegar seus produtos de limpeza (tendo em vista que isto também não foi levado por eles, provando que eles tinham a intenção de voltar para pegar).